# Lemme de Borel-Carathéodory
Pour les articles homonymes, voir Borel.
Ne doit pas être confondu avec Lemme de Borel-Cantelli.
En mathématiques, le lemme de Borel-Carathéodory, nommé d'après Émile Borel et Constantin Carathéodory, est un lemme estimant le maximum d'une fonction analytique dans un disque centré en 0 et de rayon R en fonction du maximum de la partie réelle de la fonction sur le cercle de rayon r.
On sait que le maximum sur un cercle est en rapport avec les coefficients de la fonction développée en série entière. On peut se demander s'il en est de même, par exemple, avec seulement la partie réelle de la fonction. Ce lien est fourni de manière générale par le lemme de Borel-Carathéodory, qui donne de plus une estimation concernant les dérivées :
«  Soit f(z) une fonction analytique dans la boule fermée B(0,R) de centre 0 et de rayon R, et A(r) le maximum de sa partie réelle prise sur le cercle de rayon r.

Alors on a l'inégalité suivante, pour tout r compris dans ]0,R[:
{\displaystyle M(r)=\max _{|z|=r}\left|f(z)\right|\leq {\frac {2r}{R-r}}A(R)+{\frac {R+r}{R-r}}|f(0)|}
et, si {\displaystyle A(R)\geq 0}
{\displaystyle \max _{|z|=r}\left|f^{(n)}(z)\right|\leq {\frac {2^{n+2}n!R}{(R-r)^{n+1}}}(A(R)+|f(0)|).} »

## Référence
(en) Sanford L. Segal, Nine Introductions in Complex Analysis, Amsterdam/New York, North-Holland, coll. « Math. Studies » (no 53), 1981 (ISBN 978-0-444-86226-6, lire en ligne), p. 683